# Hrebeň Bášt

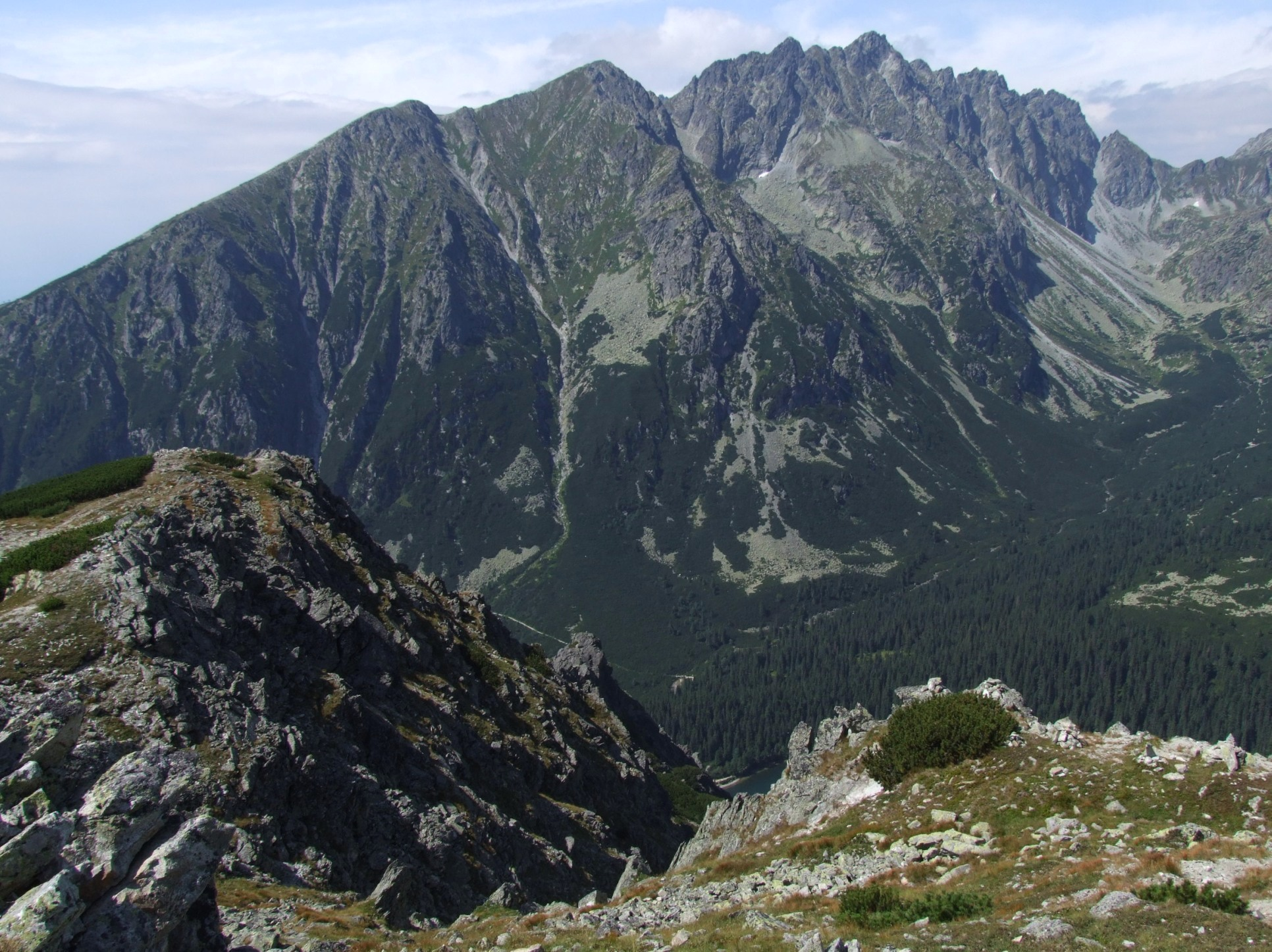
Hrebeň Bášt z Ostrvy

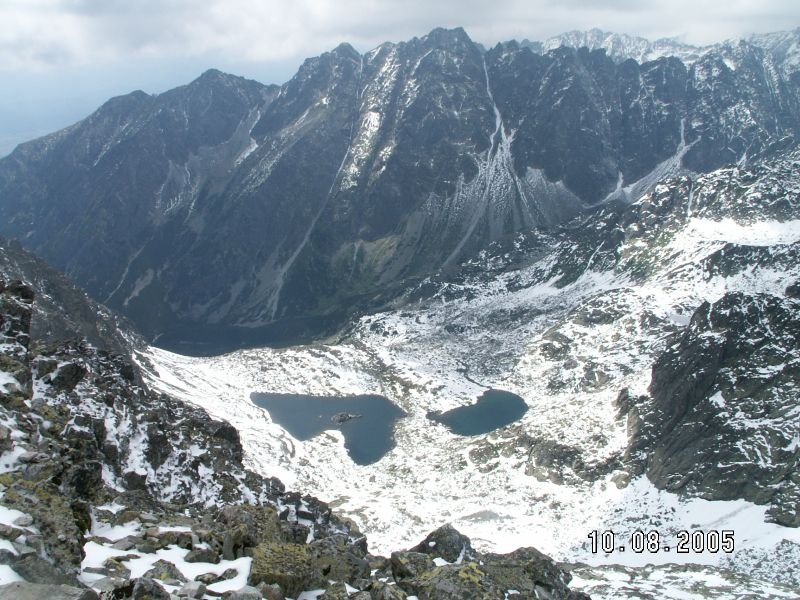
Hrebeň Bášt ze sedla Váha

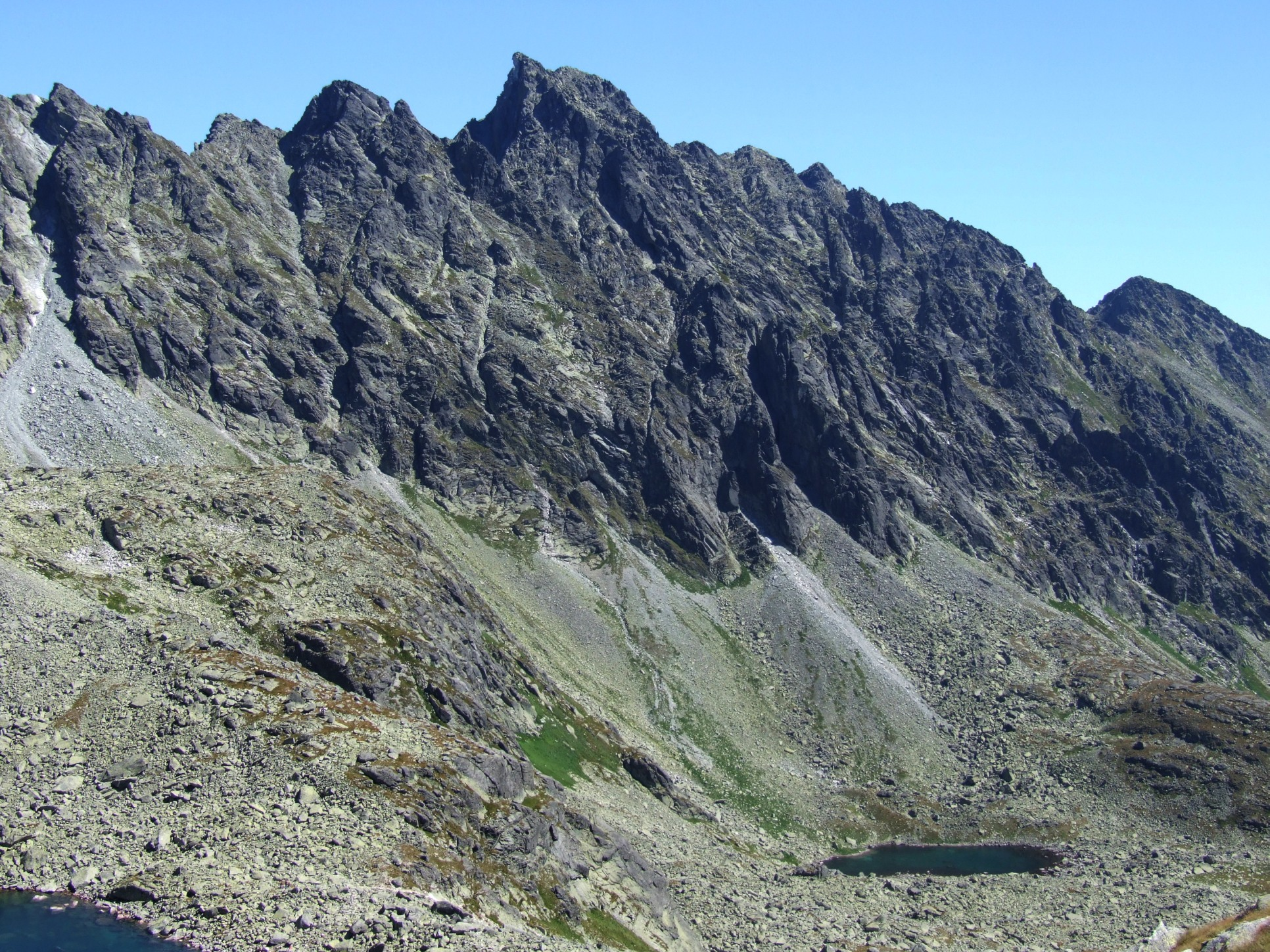
Hrebeň Bášt z Mlynické doliny

Hrebeň Bášt (správne Hrebeň bášt), (polsky Grań Baszt, maďarsky Bástya-gerinc, německy Basteigrat) je asi 4 km dlouhý boční hřeben ve slovenské části Vysokých Tater. Od rozsochy Kriváně se odděluje v Hlinské veži a směřuje na jihovýchod k Štrbskému plesu. Hřeben od sebe odděluje Mlynickou dolinu na jihozápadě a Mengusovskou dolinu na severovýchodě.

## Průběh hřebene
|  | Slovenský název           | Polský název                  | Nadmořská výška (m) | Souřadnice                       |
|  | ------------------------- | ----------------------------- | ------------------- | -------------------------------- |
|  | Hlinská veža              | Hlińska Turnia                | 2330                | 49°10′15″ s. š., 20°02′51″ v. d. |
|  | Baštové sedlo             | Basztowa Przełęcz             | 2260                | 49°10′12″ s. š., 20°02′53″ v. d. |
|  | Veľká Capia veža          | Wielka Capia Turnia           | 2364                | 49°10′10″ s. š., 20°02′56″ v. d. |
|  | Capia štrbina             | Capia Przełączka              | 2285                | 49°10′09″ s. š., 20°02′57″ v. d. |
|  | Malá Capia veža           | Mała Capia Turnia             | 2315                | 49°10′07″ s. š., 20°02′57″ v. d. |
|  | Vyšné Baštové sedlo       | Wyżnia Basztowa Przełęcz      | 2285                | 49°10′05″ s. š., 20°02′59″ v. d. |
|  | Zadná Bašta               | Zadnia Baszta                 | 2379                | 49°10′04″ s. š., 20°03′01″ v. d. |
|  | Diablovo sedlo            | Diabla Przełęcz               | 2310                | 49°09′55″ s. š., 20°03′05″ v. d. |
|  | Zlatinská veža            | Diabla Turnia                 | 2350                | 49°09′56″ s. š., 20°03′05″ v. d. |
|  | Zlatinská štrbina         | Diabla Przełączka Wyżnia      | 2335                | 49°09′53″ s. š., 20°03′07″ v. d. |
|  | Diablovina                | Diablowina                    | 2390                | 49°09′44″ s. š., 20°03′11″ v. d. |
|  | Pekelníkova štrbina       | Piekielnikowa Przełączka      | 2345                | 49°09′52″ s. š., 20°03′06″ v. d. |
|  | Pekelník                  | Piekielnikowa Turnia          | 2374                | 49°09′52″ s. š., 20°03′06″ v. d. |
|  | Satanovo sedlo            | Szatania Przełęcz             | 2300                | 49°09′50″ s. š., 20°03′06″ v. d. |
|  | Satan                     | Szatan                        | 2421                | 49°09′50″ s. š., 20°03′13″ v. d. |
|  | Sedlo nad Červeným žľabom | Przełęcz nad Czerwonym Żlebem | 2325                | 49°09′39″ s. š., 20°03′16″ v. d. |
|  | Predná Bašta              | Pośrednia Baszta              | 2374                | 49°09′38″ s. š., 20°03′21″ v. d. |
|  | Sedlo nad Širokým žľabom  | Przełęcz nad Szerokim Żlebem  | 2206                | 49°09′26″ s. š., 20°03′17″ v. d. |
|  | Malá Bašta                | Mała Baszta                   | 2288                | 49°09′20″ s. š., 20°03′28″ v. d. |
|  | Sedlo nad Skokom          | Przełęcz nad Skokiem          | 2168                | 49°09′10″ s. š., 20°03′30″ v. d. |
|  | Patria                    | Skrajna Baszta                | 2203                | 49°09′08″ s. š., 20°03′29″ v. d. |
|  | Drigant                   | Drygant                       | 1481                | 49°08′00″ s. š., 20°03′59″ v. d. |

## Přístup
V celém hřebeni nejsou v současnosti žádné značené turistické trasy.

## Přechody hřebene
První doložené přechody hřebene Bášt:
- letní přechod od Patrie po Satanovo sedlo – kolem roku 1880 Jan Gwalbert Pawlikowski a Maciej Sieczka
- letní přechod od Satanova sedla po Hlinskou vežu – 13. června 1907 Günter Oskar Dyhrenfurth a Hermann Rumpelt
- zimní přechod od Patrie po Zadnou Baštu – 8. února 1914 Alfréd Grósz a Zoltán Neupauer
- zimní přechod od Hlinské veže po Satana – 4. května 1927 Georg Koromzay a Ernst Piovarcsy